# Гадюка Радде
Гадю́ка Ра́дде, или армянская гадюка (лат. Montivipera raddei, также Vipera raddei) — ядовитая змея из семейства гадюковых. Видовое латинское название дано в честь русского натуралиста Густава Радде (1831—1903).

## Описание
Взрослая особь имеет плотное широкое туловище, плоскую и широкую голову. У змеи сильно выражен шейный перехват. Длина тела самок до 79 см, длина хвоста — 43—61 мм, длина тела самцов достигает до 99 см, хвоста от 54 до 81 мм. Вокруг середины тела количество рядов чешуи колеблется от 21 до 25. Верхняя поверхность головы покрыта ребристой чешуёй.
Верхняя часть тела имеет тёмно-серую, буроватую окраску. Вдоль хребта, по обеим сторонам проходит ряд жёлто-оранжевых или красно-коричневых пятен. На затылке находятся две чёрные косые полосы, соединённые в задней части. По бокам проходит по ряду тёмных размытых пятен. Брюхо тёмно-серое, испещрённое чёрными пятнышками. Хвост снизу имеет желтовато-оранжевый окрас. Яд гемолитического действия.

## Распространение
Обитает в южной Армении, Азербайджане (Нахичевань) и прилегающих районах северо-восточной Турции и северо-западного Ирана.
Обитает на высоте от 1000 до 2700 метров над уровнем моря в горно-ксерофитных и дубовых лесах, в можжевеловых редколесьях, в горных степях. Основной высотный диапазон колеблется в пределах от 1300 до 1800 метров над уровнем моря. Гадюки Радде нередко держатся на крупных склонах с выходами материнских горных пород, на каменистых осыпях с редким низкорослым кустарником. Иногда армянская гадюка прячется на возделанных полях.

## Активность
До середины июня у гадюк наблюдается только один пик дневной активности. По наступлении летней жары в июле-августе змеи становятся активными в утренние и вечерние часы. Ночью армянская гадюка становится неактивной из-за низких температур в горно-степной зоне. Со второй половины июня наблюдаются максимальные перемещения особей; они спускаются в ущелья, к ручьям, оврагам, расселяются по дубовым и можжевеловым ксерофитным лесам. Однако некоторые змеи придерживаются участков близ мест зимовок.

### Зимовка
Места зимовок гадюк Радде постоянны и используются одной особью по много раз.

## Размножение
Период спаривания начинается с середины мая и продолжается до конца июня. Беременность самок длится от 140 до 160 дней. Армянская гадюка является яйцеживородящей змеёй и рожает в конце августа — второй половине сентября от 2 до 14 детенышей, длина тела которых составляет от 180 до 240 мм.

## Питание
Взрослые особи питаются мышевидными грызунами (преимущественно обыкновенной полёвкой), птицами, ящерицами и членистоногими.

## Линька
Первая линька новорождённых змей происходит через 6—15 суток после рождения особи.

## Численность и природоохранный статус
Численность вида с годами резко сокращается в связи с хозяйственной деятельностью человека: распашкой и застройкой горных склонов, уничтожением горных лесов, перевыпасом скота. Охраняется в Хосровском заповеднике в Армении. Вид внесён в Красную книгу СССР и Армении I категории, Красную книгу Международного союза охраны природы.

## Классификация
Выделяют 2 подвида гадюки Радде:
- Армянская гадюка (Montivipera raddei raddei) — распространена в Армении, Азербайджане, северо-восточной Турции, северо-западном Иране и прилегающих районах Туркменистана.
- Курдистанская гадюка (Montivipera raddei kurdistanica) — юго-восточная Турция и прилегающие регионы на северо-западе Ирана.

Иногда гадюк Montivipera albicornuta из северо-западного Ирана и Montivipera latifii рассматривают как подвиды армянской гадюки — Montivipera raddei albicornuta и Montivipera raddei latifii.

## Галерея

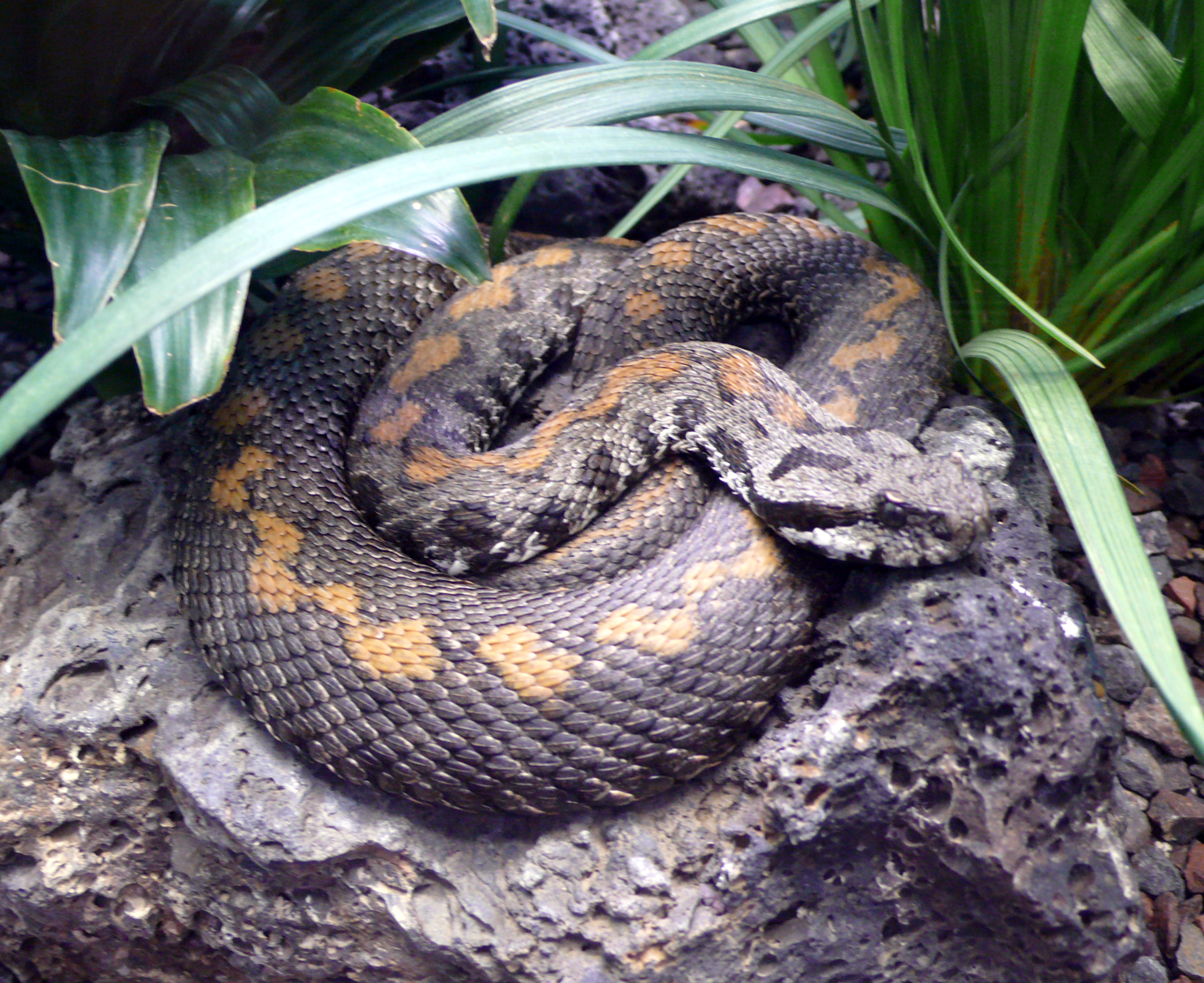
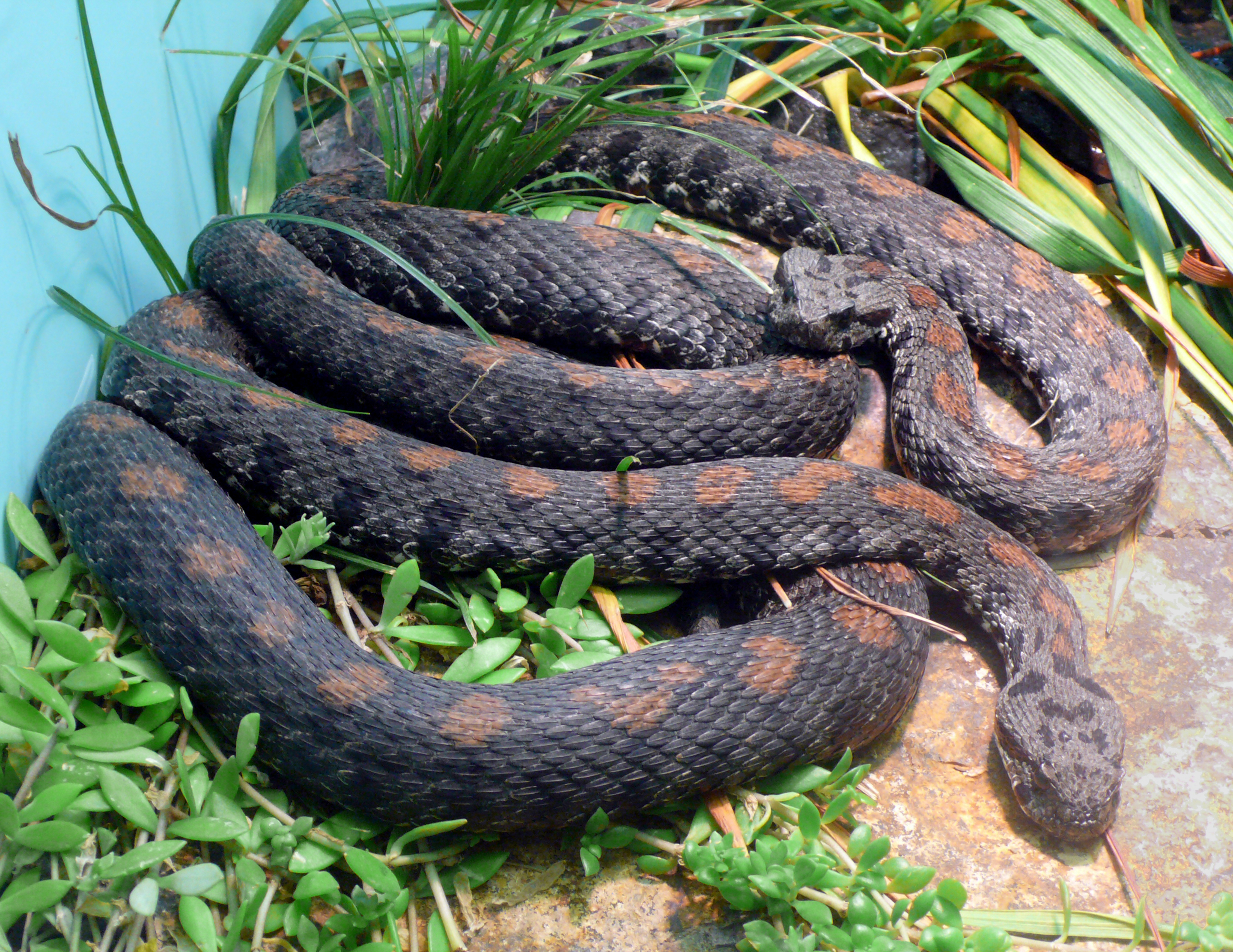